# Xã Washington, Quận Sandusky, Ohio
Xã Washington (tiếng Anh: Washington Township) là một xã thuộc quận Sandusky, tiểu bang Ohio, Hoa Kỳ. Năm 2010, dân số của xã này là 2.332 người.